# Стеван Јеловац
Стеван Јеловац (Нови Сад, 8. јул 1989 — Нови Сад, 5. децембар 2021) био је српски кошаркаш. Играо је на позицији крилног центра.

## Клупска каријера
Јеловац је у млађим категоријама тренирао у новосадској школи кошарке "Спорт ки", код  тренера Јанка Луковског. Са 18 година је прешао у Партизан, који га је послао на позајмицу у Визуру. Пред почетак сезоне 2009/10. долази до фузије Визуре и Меге, након чега Јеловац постаје играч Мега Визуре.
Наступајући за Мега Визуру у сезони 2009/10, Јеловац је у Кошаркашкој лиги Србије бележио просечно 14,3 поена и 6,1 скок по мечу. У априлу 2010, пред почетак такмичења у Суперлиги Србије, потписао је уговор са Црвеном звездом. Завршио је сезону 2009/10. у Црвеној звезди, почео је и наредну 2010/11, али се 16. новембра 2010. вратио у Мегу.
За сезону 2011/12. је потписао уговор са турском Анталијом. У овом клубу је бележио просечно 11,8 поена и 4,7 скокова по мечу у турској Првој лиги. Сезону 2012/13. је провео у италијанској Јувеказерти, где је на 30 одиграних утакмица у Серији А бележио просечно 13,7 поена и 8 скокова по мечу.
За сезону 2013/14. је потписао уговор са Лијетувос ритасом. Са литванском екипом је по први пут заиграо у Евролиги. У јулу 2014. је потписао за шпанску Сарагосу. Провео је наредне три сезоне наступајући за Сарагосу у шпанској АЦБ лиги. Током лета 2016. је наступао у НБА летњој лиги за Далас мавериксе.
За сезону 2017/18. је потписао уговор са Нижњим Новгородом. На утакмици са Калевом постигао је 49 поена, што је рекорд ВТБ јунајтед лиге.
Дана 6. јула 2018. потписао је двогодишњи уговор са Брозе Бамбергом. Већ у фебруару 2019. је напустио Бамберг и потписао за турски Газијантеп до краја сезоне. У сезони 2020/21. је наступао за јапански Сан-ен Нео Финикс.
Дана 23. августа 2021. године потписао је за АЕК из Атине.
Преминуо је 5. децембра 2021. године, у клиничком центру у Новом Саду, од последица можданог удара који је доживео 14. новембра на тренингу АЕК-а. У почетку је био хоспитализован у Атини, али је касније на захтев породице пребачен у Србију.
Кошаркашки клуб АЕК је најавио у новембру 2022. године да ће променити назив своје дворане у част на Јеловца, пре тога су повукли из употребе дрес са бројем 13.

## Репрезентација
За сениорску репрезентацију Србије је дебитовао у квалификацијама за Светско првенство 2019. године. Наступио је на девет квалификационих утакмица, бележећи просечно 11,8 поена и 4,9 скока по утакмици.